# Борис Аладжов
Борис Димитров Аладжов е български икономист и политик от партия „Възраждане“. Народен представител в XLVIII народно събрание и XLIX народно събрание. Експерт в областта на маркетинга, финансите и управлението.

## Биография
Борис Аладжов е роден на 14 януари 1980 г. в град Бургас, Народна република България. Завършва специалност „Мениджмънт на бизнес организациите“ в Стопанска академия „Димитър Апостолов Ценов“, Свищов.

## Политическа дейност

### Парламентарни избори през 2022 г.
На парламентарните избори през 2022 г. е кандидат за народен представител от листата на партия „Възраждане“, 2-ри в 2 МИР Бургас. Избран е за народен представител.